# Lista över Nordens långhorningar
Långhorningar (Cerambycidae) är en familj i insektsordningen skalbaggar som omfattar cirka 35 000 arter. I Norden finns 128 arter varav 118 har påträffats i Sverige. 

## UnderfamiljJättevedbockar(Prioninae)
- smedbock Ergates faber
- taggbock Prionus coriarius
- raggbock Tragosoma depsarium

## UnderfamiljLepturinae
- randig skulderbock Oxymirus cursor
- almbock Rhamnusium bicolor
- barrträdlöpare Rhagium inquisitor
- vedträdlöpare Rhagium bifasciatum
- ekträdlöpare Rhagium sycophanta
- lövträdlöpare Rhagium mordax
- lundbock Stenocorus meridianus
- fyrfläckig skulderbock Pachyta quadrimaculata
- bandad skulderbock Pachyta lamed
- större frågeteckenbock Brachyta interrogationis
- mindre frågeteckenbock Evodinus borealis
- blåbock (skalbagge) Gaurotes virginea
- korthårig kulhalsbock Acmaeops septentrionis
- kantad kulhalsbock Acmaeops marginatus
- grön kulhalsbock Acmaeops smaragdulus
- gul kulhalsbock Gnathacmaeops pratensis
- rödhalsad kulhalsbock Dinoptera collaris
- grankottsbock Cortodera femorata
- gulbent grenbock Grammoptera ustulata
- mörk grenbock Grammoptera abdominalis
- dvärggrenbock Grammoptera ruficornis
- smalblombock Alosterna tabacicolor
- blodbock Nivellia sanguinosa
- sidenblombock Pseudovadonia livida
- rödbent blombock Anoplodera rufipes
- sexfläckig blombock Anoplodera sexguttata
- gulröd blombock Stictoleptura rubra
- hjärtfläckig blombock Stictoleptura cordigera
- bokblombock Stictoleptura scutellata
- fläckhornad blombock Stictoleptura maculicornis
- svartkantad blombock Anastrangalia reyi
- tegelbock Anastrangalia sanguinolenta
- grön blombock Lepturobosca virens
- hårig blombock Pedostrangalia pubescens
- almblombock Pedostrangalia revestita
- trebandad blombock Judolia sexmaculata
- bred blombock Judolia cerambyciformis
- jätteblombock Macroleptura thoracica
- fyrbandad blombock Leptura quadrifasciata
- svart blombock Leptura aethiops
- nordlig blombock Lepturalia nigripes
- smalvingad blombock Strangalia attenuata
- fläckig blombock Rutpela maculata
- ängsblombock Stenurella melanura
- rödbukig blombock Stenurella nigra

## UnderfamiljStekelbockar(Necydalinae)
- stekelbock Necydalis major

## UnderfamiljSpondylidinae
- brun barkbock Arhopalus rusticus
- kustbarkbock Arhopalus ferus
- strimmig barkbock Asemum striatum
- slät barkbock Asemum tenuicorne
- allmän barkbock Tetropium castaneum
- skulderfläcksbock Tetropium fuscum
- lärkbock Tetropium gabrieli
- tajgabarkbock Tetropium aquilonium
- reliktbock Nothorhina muricata
- bitbock Spondylis buprestoides

## UnderfamiljCerambycinae
- pilbock Gracilia minuta
- dvärgkortvingebock Nathrius brevipennis
- kortvingad granbock Molorchus minor
- apelbock Molorchus umbellatarum
- gulröd blankbock Obrium cantharinum
- rödbrun blankbock Obrium brunneum
- större ekbock Cerambyx cerdo
- mindre ekbock Cerambyx scopolii
- myskbock Aromia moschata
- alpbock Rosalia alpina
- husbock Hylotrupes bajulus
- lönnbock Leioderes kollari
- vågbandad barkbock Semanotus undatus
- rödbent ögonbock Ropalopus femoratus
- svart ögonbock Ropalopus macropus
- kamhornad ögonbock Ropalopus clavipes
- bronshjon Callidium coriaceum
- blåhjon Callidium violaceum
- grönhjon Callidium aeneum
- rödhjon Pyrrhidium sanguineum
- kvistspegelbock Phymatodes alni
- vedspegelbock Phymatodes testaceus
- mörk spegelbock Phymatodes pusillus
- prydnadsbock Anaglyptus mysticus
- gråbandad getingbock Xylotrechus rusticus
- sälggetingbock Xylotrechus pantherinus
- ekgetingbock Xylotrechus antilope
- björkgetingbock Xylotrechus ibex
- bredbandad ekbarkbock Plagionotus detritus
- smalbandad ekbarkbock Plagionotus arcuatus
- brokig fläckbock Chlorophorus varius
- lindfläckbock Chlorophorus herbstii
- lövgetingbock Clytus arietis

## UnderfamiljÄkta bockbaggar(Lamiinae)
- ögonfläcksbock Mesosa curculionoides
- skäckbock Mesosa myops
- molnfläcksbock Mesosa nebulosa
- granbock Monochamus urussovii
- kronbock Monochamus galloprovincialis
- tallbock Monochamus sutor
- videbock Lamia textor
- större tallkvistbock Pogonocherus fasciculatus
- mindre tallkvistbock Pogonocherus decoratus
- lövkvistbock Pogonocherus hispidulus
- svarthårig kvistbock Pogonocherus hispidus
- sydlig kvistbock Pogonocherus caroli
- kragbock Anaesthetis testacea
- fläckig splintbock Leiopus nebulosus
- aspsplintbock Leiopus punctulatus
- större timmerman Acanthocinus aedilis
- mindre timmerman Acanthocinus griseus
- ekgrenbock Exocentrus adspersus
- lindgrenbock Exocentrus lusitanus
- lindbock Oplosia cinerea
- spindelbock Aegomorphus clavipes
- lövdvärgbock Tetrops praeustus
- askdvärgbock Tetrops starkii
- större aspvedbock Saperda carcharias
- sälgvedbock Saperda similis
- björkvedbock Saperda scalaris
- lindvedbock Saperda octopunctata
- grön aspvedbock Saperda perforata
- mindre aspvedbock Saperda populnea
- videsmalbock Oberea oculata
- hasselbock Oberea linearis
- blå lövbock Stenostola dubia
- svart lövbock  Stenostola ferrea
- gullrisbock Phytoecia nigricornis
- hundkäxbock Phytoecia cylindrica
- tistelbock Agapanthia villosoviridescens